# Optické zjasňování textilií
Optické zjasňování textilií je chemický proces, kterým se dosáhne zvýšení stupně bělosti nebo zjasnění pastelových odstínů vybarvení.

## Zjasňovací prostředky

Struktura trans-stilbenu

Zjasňování se provádí speciálními fluorescentními barvivy, optickými zjasňovacími prostředky, které absorbují neviditelné ultrafialové záření vlnové délky 300-400 nm a přemění je na viditelné světlo z modré části spektra s vlnovou délkou (nejčastěji) 420-440 nm.
Stupeň optického zjasnění je závislý na množství vyzářené světelné energie. Se stoupající koncentrací zjasňovacích prostředků až k určité hranici se zvyšuje bělost, po překročení tohoto bodu však nastává zešednutí materiálu. Stupeň bělosti se posuzuje u každého druhu zjasňovacího prostředku podle individuálních měřítek, které udává jejich výrobce.
V současné době (2006) se vyrábí ročně asi 33.000 tun zjasňovacích prostředků ve 400 druzích. Asi 80 % z nich jsou po chemické stránce deriváty aromatického uhlovodíku stilben (1,2-difenylethen).

## Aplikace v textilní výrobě
V textilním průmyslu se provádí zjasňování vytahovacími nebo impregnačními postupy. Při vytahovacím postupu se používají zjasňovací prostředky s pokud možno vysokou afinitou, zatímco pro impregnační způsoby je nutná velmi nízká afinita.
Proces zjasňování probíhá nejčastěji současně s bělením, zjasňování se však používá také pro zvýšení brilantnosti zejména u pastelových odstínů barveného zboží. Známé je rovněž použití zjasňovačů k tisku přenosem na syntetické materiály a zjasňování polymerů při výrobě umělých vláken.

## Ekologické problémy
Ze zjasňovacích prostředků zůstává až 50 % v odpadních vodách i po průchodu čisticí stanicí, protože tyto chemikálie jsou rezistentní proti mikrobům, které je mají odbourat. Z těchto důvodů se nedá vyloučit zatížení půdy nebo vodních toků škodlivými látkami.
Zjasňovacím prostředkům se připisují také škodlivé hormonální účinky na lidskou kůži při přímém styku s výrobky, které tyto chemikálie obsahují. Někteří výrobci textilií proto upouštějí od jejich používání.